# Monology
Monology - album Karela Kryla, wydany w Czechosłowacji w 1992.

## Lista utworów
1. Monology
2. Od Čadce k Dunaju
3. Smečka
4. Holáryjó
5. Platýs
6. Za vozem
7. Ostrov pokladů
8. Babylon
9. Atlantis
10. Pochyby
11. Idyla